# Linnea Quigley
Linnea Barbara Quigley (ur. 27 maja 1958 w Davenport w stanie Iowa, USA) – amerykańska aktorka, okazjonalnie producentka filmowa. Z racji specyficznego doboru ról filmowych (grywa głównie w horrorach), przez rodzime media określona została mianem „Królowej krzyku” (ang. Scream Queen). Występuje w dużej mierze w produkcjach klasy „B”.

## Życiorys
Córka Dorothy i W. Heatha Quigleyów, lekarki-kręgarki oraz psychologa. W latach siedemdziesiątych przeniosła się do Los Angeles, by spełnić się w wymarzonym zawodzie aktorki. Szybko ustaliła swoją reputację gwiazdki filmów niezależnych, a od 1975 roku zagrała w blisko stu projektach.
Najbardziej znana jest jako odtwórczyni roli wyzwolonej i lubieżnej Trash w kultowym horrorze komediowym Powrót żywych trupów (The Return of the Living Dead, 1985). Pojawiła się w tuzinach innych filmów grozy, między innymi w slasherze Jack-O (1995), jako główna bohaterka Carolyn Miller, oraz w Koszmarze z ulicy Wiązów IV: Władcy snów (A Nightmare on Elm Street 4: The Dream Master, 1988), w epizodycznej roli duszy ofiary Freddy'ego Kruegera.
Jest autorką dwóch książek dotyczących własnej kariery jako aktorki filmów klasy „B”: Chainsaw oraz I'm Screaming as Fast as I Can.

## Wybrana filmografia
- 1985: Powrót żywych trupów (The Return of the Living Dead) jako Trash
- 1988: Noc demonów (Night of the Demons) jako Suzanne
- 2016: The Barn jako pani Barnhart